# فيكتوريا بنديكتسون
فيكتوريا بنديكتسون (6 مارس 1850 - 21 يوليو 1888) كاتبة سويدية. ولدت باسم «فيكتوريا ماريا بروزيليوس» في مقاطعة سكاين. كتبت تحت اسم مستعار إرنست أهلغرين. تشمل الأعمال البارزة بينغار (1885) وفرو ماريآن (1887) 

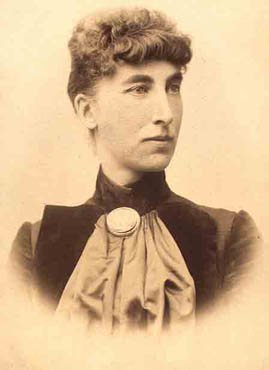
فيكتوريا بنديكتسون

## حياتها ومسيرتها الأدبية[11]
نشأت بنديكتسون في مزرعة في قرية شارلوتنبيرغ في السويد، وحيدة مع أبوين ليسا صغيرين في زواج وصفه والدها بأنه «حرب الثلاثين عاماً» جاءت الأم «هيلينا صوفيا» من عائلة «سكانيان فينيروس» وتلقت تعليمًا جيدًا لفتاة في ذلك الوقت. أما الأب «ثرو بروزيليوس» فكان من عائلة كهنوتية لكنه تمرد من خلال التعليم، واستقر في الزراعة، وتم تقسيم الوقت لتعليم فيكتوريا بين الوالدين. ست ساعات في اليوم مع والدتها، تعلمها اللغة والأدب والخياطة والرسم وغيرها من المهارات، على طريقة التعليم الشامل المسيحي: «كل شيء كان يُقرأ بصوت عال، من الغلاف إلى الغلاف، لا أسئلة ولا واجبات»، الوقت مع الأب، خليط بين البهجة والحزن والشجاعة والإحباط، فترافقه مثلا في رحلة ركوب خيل برية، لكنه يكتشف فجأة أن تلك الهويات قد تحولها إلى صبي، خاصة حين كبرت قليلا، ويبدو أن الخوف كان يسيطر على الأب، حسب ما وصفت في أعمالها، فقد حملت ذلك الشعور بالعار والذنب بقية حياتها، وفي سن السابعة عشرة، ظهرت مواهب فيكتوريا الفنية فشجعتها الآنسة «مالمروس» للالتحاق بمدرسة الفنون في ستوكهولم، وعملت خلال تلك الفترة كمربية في المنطقة، لكن والدها رفض ذلك ومنعها من السفر مرة أخرى إلى ستوكهولم، وقد وضحت فكتوريا هذا الموقف في «رواية المال 1885» حيث كانت شخصيتها الرئيسية سلمى، البالغة من العمر ستة عشر عامًا، ممنوعة من السفر إلى ستوكهولم.
بدأت فكرة زواج فيكتوريا من زوجها كريستيان بنديكتسون، مدير مكتب البريد في هوربي في جنوب السويد، حين كانت تراسله فعرض عليها الزواج، ومع أنها رفضته في البداية، دون تدخل والديها، إلا أنها استأنفت الاتصال مع كريستيان في 9 مارس 1871، وأدى ذلك إلى خطوبة سرية، وفي 22 سبتمبر 1871 تزوجا، وتشير المراسلات خلال فترة الخطوبة بينهما، أنها حاولت الانسحاب من الخطبة، بالنسبة لفكتوريا نفسها ولشخصية سلمى في رواية المال، جاءت الصحوة على صدمة المعاشرة الزوجية وحقيقتها.

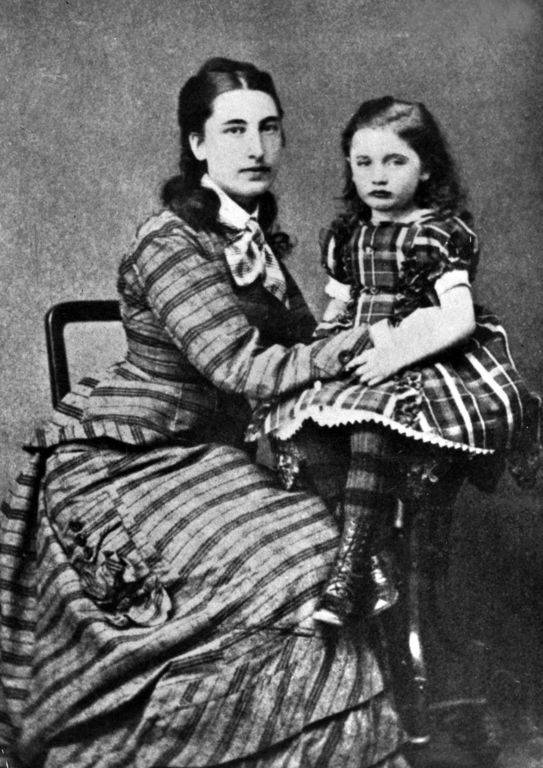
فيكتوريا مع أبنتها- قبل عام 1888

كان كريستيان أرملًا وله خمسة أطفال تتراوح أعمارهم بين ستة وسبعة عشر عامًا. أصبحت فيكتوريا زوجة أب محبوبة بالنسبة لهم، خاصة ماتي الأصغر سناً، أنجبت فكتوريا من كريستيان ابنتيها هيلما وإلين، وتوفيت الأخيرة بعد ولادتها بوقت قصير، في خريف 1876، كان لدى فيكتوريا سلسلة منشورة بعنوان سيرينون، نشرتها باسم تارديف المستعار، وهي رواية متسلسلة من النوع الميلودرامي، تحكي عن قصتها مع مدير مكتب البريد، بطريقة شبه مؤثرة، حيث مزجت فكتوريا بين الواقع القريب والتجارب الميلودرامية الخاصة للزراعة وكذلك حياة البلدة الصغيرة وعمليات فرز البريد، هذا المزيج، جذب اهتمام رئيس تحرير يدعى كارل هيرسلو الذي تشجع لنشر «سيرينون»، وكان من الأحداث المهمة في تلك الفترة، أنها تعرفت على الأمريكي السويدي الذي كان يزورهم احيانا تشارلز كويلفيلدت، والذي عاش في هوربي في فترات ما بين 1877 و 1881، رجل سافر، حسب وصفها له لاحقا، وله آراء عديدة، فنشأت قصة حب بينه وبين فكتوريا، كانت قصة بريئة وغير مهمة، بعدها غادرت هوربي إلى مالمو، ثم مرضت مرضا في العظام تسبب بمعاناتها الشديدة وأبقاها طريحة الفراش لفترة من الوقت، لكنها تمكنت أيضا من أخذ دروس في اللغة اللاتينية والإيطالية والتخلص من الأدب الراديكالي الجديد، وخلال فترة المرض، بدأت كتابها الكبير«فران سكايني»، وهو الكتاب الذي جاء ليخبر عن حياتها الداخلية وعلاقتها مع جورج برانديس.
عادت فكتوريا إلى هوربي، وتعرفت على نجل رئيس الجامعة الجديد، أكسل لوندجارد، صديقها الذي حمل إرثها الأدبي بعد انتحارها، وهو شاب ذو طموحات تأليفية وكان يعد من الواقعيين الراديكاليين الشباب، فكتبت له رسالتها الأولى، التي أنشأت بينهما أواصر الصداقة، بعدها بعدة أشهر، ظهرت مجموعتها باسم إرنست أهلغرين في المكتبات، وأصبحت مساهمة مرموقة في مختلف الصحف والمجلات، لأنها كانت ماهرة في قص الصور الأدبية الظلية، إضافة إلى أن عملها السابق في المزرعة، الذي ساعدها بمعرفة الكثير عن الحياة بين الناس، ونما اهتمامها باللهجات وتصورات الحياة الشعبية خلال فترة سبعينيات القرن التاسع عشر، وفي رسالتها الأولى إلى لونديجارد، كتبت أنها «قاتلت نفسها من خلال محنة أدبية لمدة ثماني سنوات تحت خمسة توقيعات مختلفة وفي خمس صحف مختلفة».

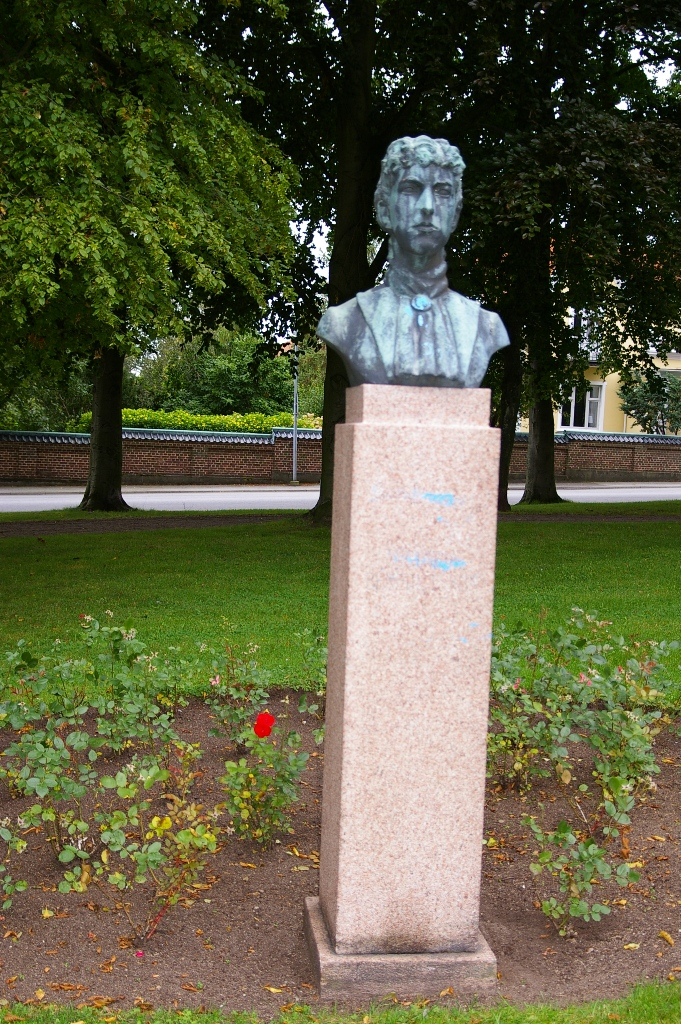
فيكتوريا بنديكتسون - نصب تذكاري فني

مجموعة «فران سكايني» 1884 لـ فيكتوريا بنديكتسون، عكست جميع جوانب تجربتها السابقة: عالم الصحف، الشؤون الزراعية، حياة البلدة الصغيرة، طموحات المؤلفين، وأيضًا الانطباعات حول الأدبيات النقدية الاجتماعية الجديدة، لذلك يمكن تصنيفها كمجموعة واقعية، تعكس نظرياتها الفكرية الممزوجة بالرومانسية والإحساس، ونشرت في مجلة فايرس في أوبسالا، فأصبح إرنست أهلغرين «فكتوريا» اسمًا لا يستهان به.
بعد مرضها تركها زوجها وهي طريحة الفراش وأصيبت بالشلل التام، لجأت بنديكتسون إلى كتابة رواية أخرى متناقضة إلى حد ما هي «السيدة ماريان 1887» حيث تتخطى الزوجة الدمية مفاهيمها الرومانسية المبكرة وتجد الشبع في مشاركة العمل والمسؤوليات مع زوجها، نجاح فيكتوريا جعلها تتعرف على الناقد اللامع والمؤثر جورج برانديس، الذي كانت معجبة به منذ فترة طويلة، وقعت في حبه بشدة، لكنه لم يعيد لها الشعور، رسائلها ومذكراتها المنشورة بعد وفاتها، تصف حبها المحبط واليأس الذي دفعها إلى الانتحار، وتعتبر مع أوغست ستريندبرغ واحدة من أعظم مؤيدي أسلوب الكتابة الواقعية السويدية. وصفت وناقشت في رواياتها عدم المساواة في الزواج وغالبًا ما ناقشت قضايا حقوق المرأة في كتاباتها. ينظر إليها النقاد الحاليون على أنها ناشطة نسوية مبكرة.

## وفاتها
انتحرت في غرفة في فندق Leopold's في Hovedvagtsgade - بالقرب من Kongens Nytorv في كوبنهاغن.
هناك كتابات كثيرة تحلل سبب انتحار بنديكتسون، صديقتها إيلين كي، التي كتبت أول سيرة ذاتية، قالت أن سبب الانتحار هو شخصية فيكتوريا المتناقضة، وضعفها الاجتماعي. أما المحللة النفسية تورا ساندستروم فقالت أنها كانت مصابة بالفصام. وفي أعمال السيرة الذاتية لفريدريك بوك من عام 1949 إلى عام 1950 كان يميل إلى أن يكون السبب هو الحب غير المتبادل، من جانب آخر فإن علماء الأدب النسويون مثل جيت لوندبو ليفي وإيبا ويت براتستروم ونينا بيورك اعتبروا بنديكتسون رائدة نسوية سويدية حكم عليها بالهلاك في مجتمع أبوي، وقد قالت بيرجيتا هولم في العام 2007 أن حادثة بنديكتسون انبثقت من إساءة معاملة المحارم في طفولتها، رسائل الحب بين ابنة بنديكتسون ماتي أف جيجرستام وزوجها المستقبلي كارل أف جيجرستام. تشير وفقًا لمؤلفة الكتاب، بيرجيتا أكيسون، إلى أن فيكتوريا بنديكتسون كانت منهكة ومرهقة بسبب تغير حياتها العاطفية، كتفسير لأسباب لانتحارها.